# Growl (Exo)
Growl è un singolo del gruppo musicale EXO, pubblicato il 5 agosto 2013 come estratto dal repackaging del primo album in studio XOXO.

## Classifiche

### Classifiche settimanali
| Classifica (2013) | Posizione massima |
| ----------------- | ----------------- |
| Corea del Sud     | 2                 |

### Classifiche di fine anno
| Classifica (2013) | Posizione massima |
| ----------------- | ----------------- |
| Corea del Sud     | 56                |